# Коппиген
Коппиген (нем. Koppigen) — коммуна в Швейцарии, в кантоне Берн.
Входит в состав округа Бургдорф. Население составляет 2017 человек (на 31 декабря 2006 года). Официальный код — 0413.

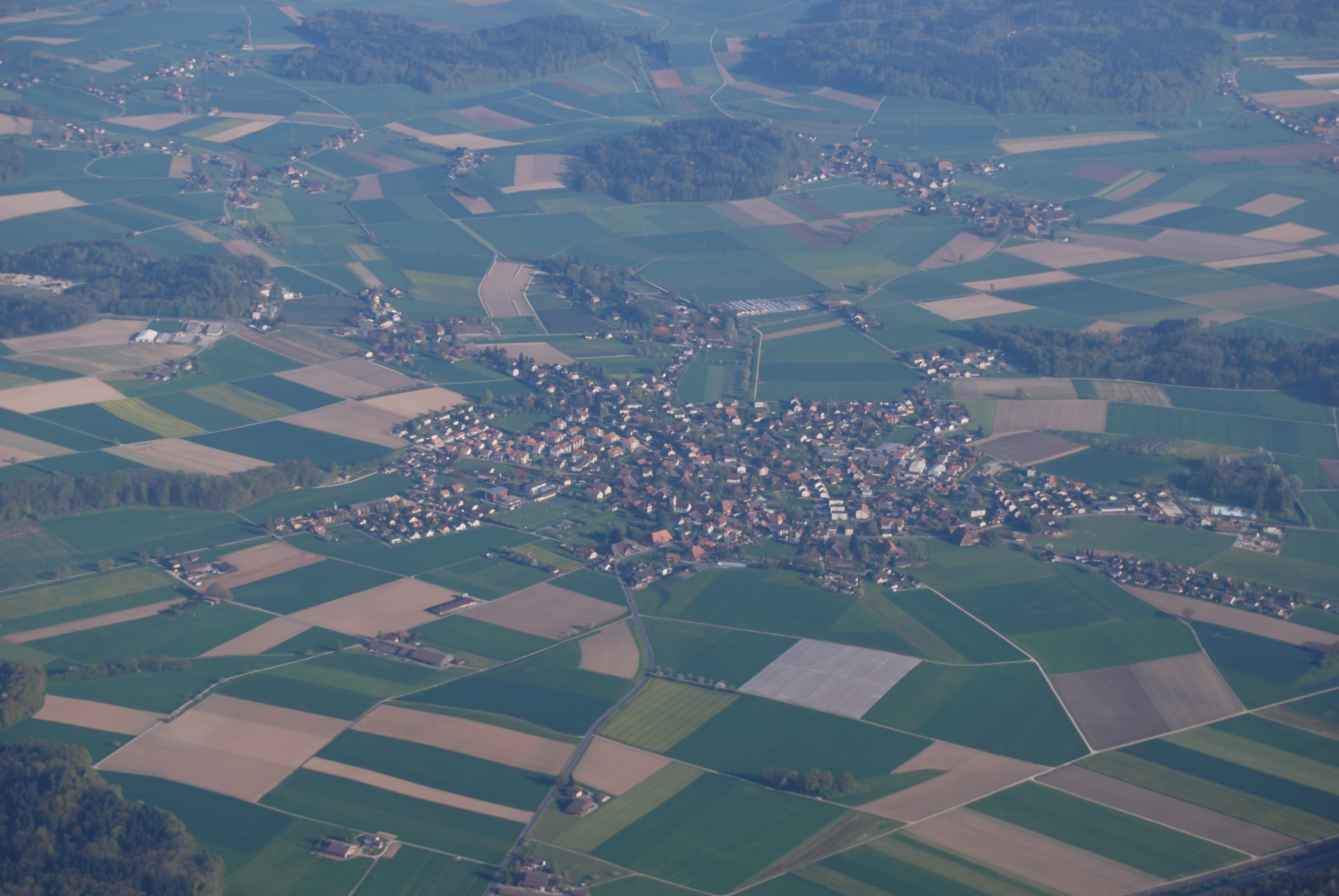
Коппиген